# Johann Faltor
Johann Faltor war ein deutscher Fußballspieler, der für den TSV 1860 München und den FC Bayern München in der Oberliga Süd zum Einsatz kam.

## Karriere
Faltor bestritt in der Saison 1952/53 vier Punktspiele und ein Spiel um den Süddeutschen Pokal für den TSV 1860 München.
In der Saison 1953/54 gehörte er dem Kader des Ligakonkurrenten FC Bayern München an, für den er am 9. August 1953 (1. Spieltag) beim 3:3-Unentschieden im Heimspiel gegen den Karlsruher SC und am 3. Januar 1954 (18. Spieltag) bei der 1:2-Niederlage im Auswärtsspiel gegen Kickers Offenbach seine einzigen Punktspiele bestritt.